# Stuntman
Stuntman es un videojuego de carreras de acción desarrollado por Reflections Interactive. El videojuego fue lanzado para PlayStation 2 en Estados Unidos el 21 de junio de 2002, en Europa el 6 de septiembre, en Australia el 30 de marzo de 2003 y en Japón el 1 de septiembre de 2005. Entre abril y junio de 2003 salieron a la venta las versiones para Game Boy Advance y teléfono móvil.
La historia del juego se desenvuelve en torno a la figura de un especialista de cine controlado por el propio jugador— que inicia su carrera en una película de serie B sobre gánsteres británicos de los años 1970 y, a medida que avanza el argumento, obtiene prestigio y llega a participar en superproducciones del estilo de la saga de James Bond. El modo historia del videojuego se estructura en seis películas o escenarios, a las que hay que añadir las cinco acrobacias realizadas en el autódromo que deben superarse para pasar al siguiente rodaje. Además se presenta como un falso documental, ya que antes de cada nivel aparece un video en el que el especialista comenta a unos reporteros algún aspecto de la secuencia que realizará a continuación.
La reacción de la crítica a Stuntman fue variada. El juego fue elogiado por su capacidad de innovación, su motor de física buena y una jugabilidad única, pero fue criticado por ser lineal, demasiado difícil y requerir reintentos de más, por lo que es una experiencia frustrante. El juego fue seguido por una secuela de Stuntman: Ignition en 2007 bajo THQ.

## Modo historia

### Toohtless in Wapping
El videojuego se inicia con la película Toothless in Wapping (titulada La Sombra del Cirujano en español), que es una comedia de gánsteres ambientada en Londres. Recuerda a dos filmes de Guy Ritchie; Snatch —de la que parodia el póster— y Lock, Stock and Two Smoking Barrels (titulada Juegos, trampas y dos armas humeantes en Hispanoamérica). Las acrobacias de este primer escenario se desarrollan en calles estrechas, muelles y almacenes plagados de obstáculos. Cuenta con cinco escenas, realizadas con tres vehículos diferentes. Una vez superadas el especialista obtiene la categoría de «profesional» y deja atrás el rango de «principiante».

### A Whoopin and A Hollerin
A Whoopin and A Hollerin (titulada en español Chiflados sobre ruedas) es la segunda película de las seis que conforman el modo historia de Stuntman. Se trata de un filme ambientado en el estado de Luisiana e inspirado en Los Dukes de Hazzard, una serie de televisión de principios de los años 1980. Las acrobacias del segundo escenario del videojuego se desarrollan en torno a una pequeña localidad que sigue los estereotipos de las zonas rurales del sur de Estados Unidos. En Chiflados sobre ruedas el jugador solo tiene que superar tres escenas, aunque su dificultad es mayor que las del primer filme —6,3 de dificultad frente al 3,8 de las acrobacias londinenses. Tras superar los tres niveles del filme el especialista controlado por el jugador obtiene el rango de «senior».
En Stuntman: Ignition también aparece la película pero en su segunda parte

### Blood Oath
La tercera película es Blood Oath (Juramento de Sangre en español), que es una cinta de acción y suspense basada en la filmografía del director de cine chino-estadounidense John Woo ambientada en Bangkok. Las acrobacias de este escenario tienen lugar en las atestadas calles de la capital tailandesa, por lo que el jugador debe mejorar su precisión a la hora de realizar las escenas si desea superarlas. El filme cuenta con cuatro escenas que se realizan con tres vehículos diferentes. Cabe destacar el hecho de que en las dos últimas escenas el jugador controla por primera vez en el desarrollo del videojuego un vehículo que no es un automóvil, un tuk-tuk, un vehículo triciclo motorizado muy común en Asia.

### Conspirancy
Conspirancy (llamada Complot en español) es un tecno-thriller de espías ambientado en Suiza e inspirado en la obra literaria de Tom Clancy. Las acrobacias de las tres secuencias que componen este cuarto escenario se desarrollan en pistas de esquí, ríos y lagos helados o en las calles de una pequeña población alpina. Las misiones cuentan con la dificultad añadida de realizarse sobre nieve y hielo, terrenos a los que conviene acostumbrarse. Tras superar este filme, se obtiene el grado de «coordinador asistente».

### The Scarab of Lost Souls
The Scarab of Lost Souls es el quinto filme del videojuego. Se trata de una película de aventuras cuya trama transcurre en Egipto y que recuerda a la primera entrega de Indiana Jones. Esta película supone el paso de mediocres producciones a filmes con una cierta relevancia y un presupuesto más que considerable, por lo que el jugador deberá reducir sus fallos si quiere progresar en la trama. Además, tal y como ya ocurriera en Complot, tendrá que acostumbrarse a circular por un terreno complicado como es la arena del desierto. El conjunto de vehículos manejables en este filme es variado; desde automóviles todoterreno a vehículos blindados, pasando por motocicletas con sidecar.

### Live Twice for Tomorrow
Live Twice for Tomorrow es la sexta y última película de la trama argumental. Se trata de un filme de acción basado en la saga del agente secreto James Bond y ambientado en el principado de Mónaco. Al igual que en las películas de 007, las escenas de conducción son muy intensas y es imprescindible la precisión, ya que de lo contrario el jugador no logrará superarlas. Los automóviles que aparecen en este escenario, por lo general, son vehículos deportivos de gran cilindrada pertenecientes a marcas como Aston Martin, BMW o Ferrari. No obstante, en una de las escenas el jugador ha de conducir un utilitario italiano de los años 1960 que actúa como vehículo policial. Es en esta última fase donde culmina una de las características más criticadas del videojuego, su dificultad.